# Kelly Macdonald
Kelly Macdonald, född 23 februari 1976 i Glasgow i Skottland, är en skotsk skådespelare. Hon har bland annat vunnit en Emmy Award i kategorin Outstanding Supporting Actress in a Miniseries or Movie.

## Biografi

### Uppväxt
Macdonald föddes i Glasgow i Skottland. Hennes mor arbetade med klädförsäljning. Hennes föräldrar skilde sig när hon var ung. Hon och hennes yngre bror uppfostrades av sin mor i staden Newton Mearns, cirka en mil sydväst om Glasgow. Familjen flyttade ofta när hon var barn, delvis på grund av att de var fattiga.
Macdonald flyttade hemifrån när hon var 17 år gammal. Hon läste kurser på college samtidigt som hon bodde tillsammans med en vän i Glasgow. Men snart avslutade hon studierna. Macdonald uttryckte intresse för att komma in på dramautbildning men hon sökte aldrig någon sådan av rädsla för att inte passa in på grund av sin blyghet.

### Karriär
Macdonald började sin yrkesbana med att arbeta i en bar. Hon såg en broschyr som gjorde reklam för en öppen audition för filmen Trainspotting. Hon fick rollen som Diane, en minderårig flickvän till Renton, spelad av Ewan McGregor. Bland senare roller kan nämnas att hon spelade reporter i Liftarens guide till galaxen samt en roll som en skådespelare som spelade Peter Pan i Finding Neverland. Hon hade också en större roll i Robert Altmans Gosford Park, där hon spelade en kammarjungfru.
På TV har hennes båda mest uppmärksammade roller varit i två BBC-dramer, dels Paul Abbotts serie Den tredje makten från 2003 och dels i Richard Curtis Flickan på cafét från 2005. Båda dessa regisserades av David Yates och båda med Bill Nighy i huvudrollen. För hennes roll i Flickan på cafét blev Macdonald 2006 nominerad i Golden Globe och vann en Emmy Award.
Macdonald hade huvudrollen i filmen Nanny McPhee från 2005 som jungfrun Evangeline och i Tristram Shandy där hon spelade flickvän till alter egot till rollen spelad av Steve Coogan. 2007 fick Macdonald rollen i Bröderna Coens Oscarbelönade No Country for Old Men, där hon spelade frun till filmens protagonist. Macdonalds agent trodde först att rollen inte skulle passa henne. Macdonald fick kämpa för att få rollen. Hennes envishet betalade sig och hon blev nominerad för en BAFTA för bästa kvinnliga biroll. 2008 spelade hon doktor Paige Marshall i filmen Choke.

### Privatliv
I augusti 2003 gifte sig Macdonald med basisten  Dougie Payne som spelar i bandet Travis. Paret fick två barn innan de separerade 2017.

## Filmografi (urval)

### Filmer
- 1996 – Trainspotting – Diane Coulston
- 1998 – Elizabeth – Lettice Knollys
- 1999 – Entropy – Pia
- 1999 – The Loss of Sexual Innocence – Susan
- 1999 – Mitt liv hittills – Elspeth Pettigrew
- 2000 – Two Family House – Mary O'Neary
- 2000 – Some Voices – Laura
- 2001 – Gosford Park – Mary Maceachran
- 2003 – Intermission – Deidre
- 2004 – Finding Neverland – Peter Pan
- 2005 – Liftarens guide till galaxen – Reporter
- 2005 – Flickan på cafét – Gina
- 2005 – All the Invisible Children – Jonathans fru
- 2005 – Nanny McPhee – Evangeline
- 2005 – Lassie – Jeanie
- 2006 – Tristram Shandy – Jenny
- 2007 – No Country for Old Men – Carla Jean Moss
- 2008 – The Merry Gentleman – Kate Frazier
- 2008 – Choke – Paige Marshall
- 2008 – In the Electric Mist – Kelly Drummond
- 2011 – The Decoy Bride –  Katie Nic Aodh
- 2011 – Harry Potter och dödsrelikerna – Del 2 – Grå damen/Helena Ravenclaw
- 2012 – Modig – (röst som prinsessan Merida)
- 2012 – Anna Karenina
- 2017 – T2 Trainspotting – Diane Coulston
- 2018 – Röjar-Ralf kraschar internet – (röst som prinsessan Merida)

### TV-serier
- 1999 – Tube Tales – Emma
- 2003 – Brush with Fate – Aletta Pieters
- 2003 – Den tredje makten – Della Smith
- 2010 – Boardwalk Empire – Margaret
- 2025 – Department Q (TV-serie)